# Neurergus crocatus
Espèce
Statut de conservation UICN

 VU B2ab(iii) : Vulnérable
Statut CITES
Neurergus crocatus est une espèce d'urodèles de la famille des Salamandridae.

## Répartition
Cette espèce se rencontre de 1 500 à 2 000 m d'altitude dans le sud-est de la Turquie, dans le nord de l'Irak et dans le nord-ouest de l'Iran.

## Publication originale
- Cope, 1862 : Notes upon Some Reptiles of the Old World. Proceedings of the Academy of Natural Sciences of Philadelphia, vol. 14, p. 337-344 & 594 (texte intégral).